# Coq de Barcelos
Pour les articles homonymes, voir Barcelos (homonymie).
 (avril 2017).
Si vous disposez d'ouvrages ou d'articles de référence ou si vous connaissez des sites web de qualité traitant du thème abordé ici, merci de compléter l'article en donnant les références utiles à sa vérifiabilité et en les liant à la section « Notes et références ».

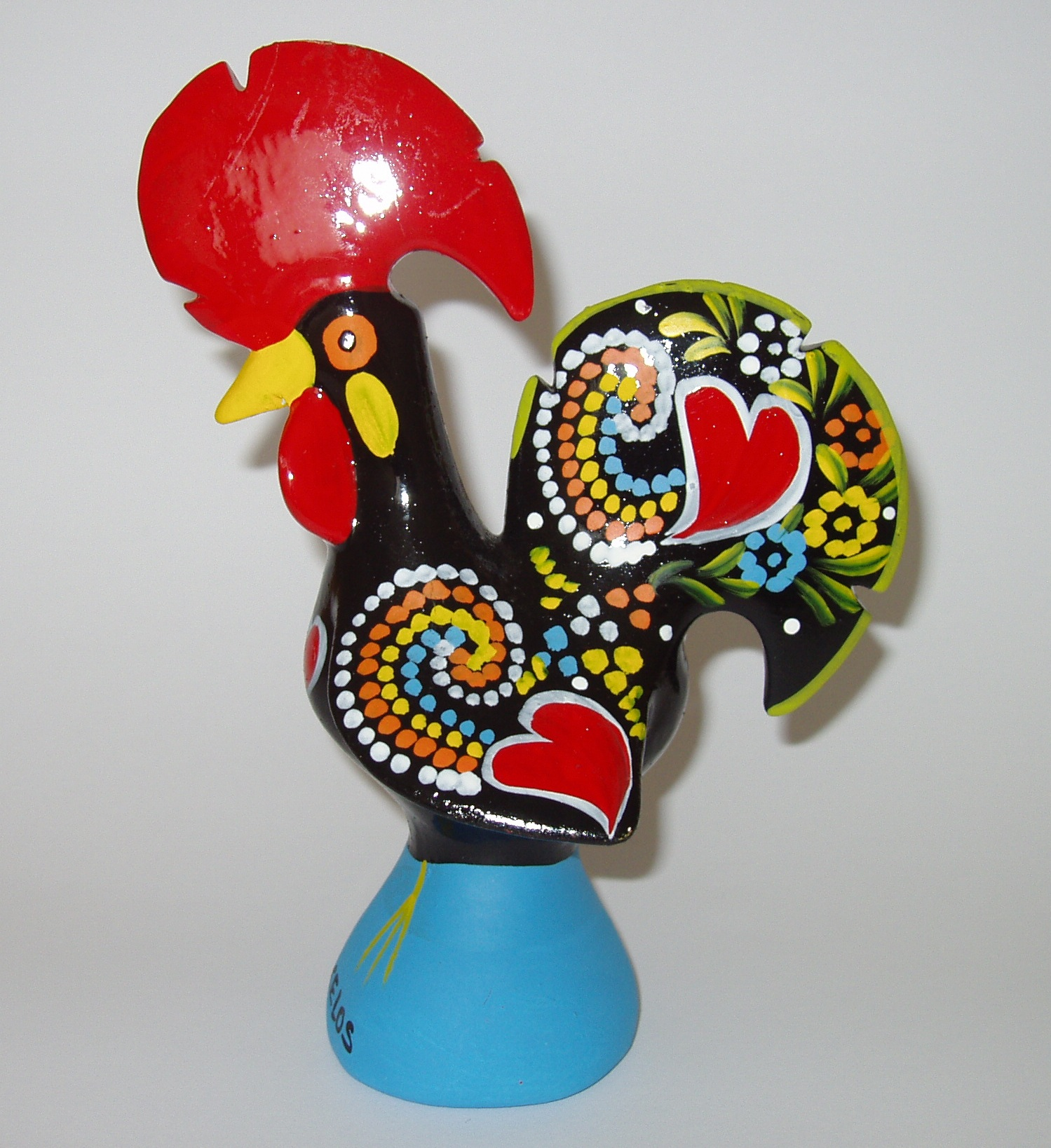
Coq de Barcelos.

Le coq de Barcelos est l'un des emblèmes portugais les plus
connus.

## Symbole du Portugal

Coq de Barcelos en mosaïque, par l'artiste de rue Técinka.

Barcelos, petite ville du nord du Portugal, à l’actif marché agricole, est un centre réputé de fabrication d’objets utilitaires et décoratifs en céramique, dont des coqs de toutes tailles aux riches décorations, qui illustrent la légende d’un volatile devenu symbole de la ville puis emblème touristique du pays.
Cette légende est passée de génération en génération et le typique et bien connu « coq de Barcelos », ou « galo de Barcelos » en portugais, est devenu ainsi un des symboles du Portugal. Il est symbole de foi, de justice et de bonne chance. Cette légende rappelle celle du miracle du pendu-dépendu, attachée au pèlerinage de Saint-Jacques-de-Compostelle.

## Légende
L’histoire, reproduite dans tous les guides touristiques, imprimée sur toutes sortes de supports, s’est diversifiée avec le temps en une foule de versions et de variantes.
Plusieurs crimes eurent lieu à Barcelos et aucun coupable ne fut arrêté. Un pèlerin de passage, se rendant à Saint-Jacques de Compostelle, fut jugé coupable sans preuve par la cour. Il jura son innocence et se rendit chez le juge. Voyant un coq  braisé sur une table  près de lui il dit ainsi : « C'est tout aussi vrai que je suis innocent que votre poulet cuit se lèvera et chantera au moment où je serai pendu ! ». Le jour de l'exécution de l'homme, le coq chanta et le juge réalisa l'innocence de l'accusé. Il courut vers l'endroit où l'homme avait été pendu. À la suite du mauvais serrage du nœud, l'homme échappa à son exécution et fut ainsi reconnu comme innocent et libéré.